# Karl Rahm
Karl Rahm (Klosterneuburg, 2 aprile 1907 – Litoměřice, 30 aprile 1947) è stato un militare austriaco naturalizzato tedesco dopo l'Anschluss. Fu l'ultimo dei comandanti del campo di concentramento di Theresienstadt, situato ai confini tra l'attuale Repubblica Ceca e la Germania orientale.
Tale campo è famoso per essere stato utilizzato dai tedeschi come campo dimostrativo durante le prime deportazioni di prigionieri. Ad esso  infatti venivano indirizzate le delegazioni e la Croce Rossa internazionali, per la verifica del rispetto delle convenzioni internazionali sul trattamento ai detenuti. Per tale motivo esso risultava organizzato in maniera totalmente diversa da tutti gli altri lager, con spazi puliti ed adeguati, negozi, un ottimo trattamento alimentare, orchestre musicali ed asili per i bambini.
La finzione cessò con l'intensificarsi della guerra sul fronte orientale e Theresienstadt divenne un lager come tutti gli altri, con decine di migliaia di morti a causa di esecuzioni sommarie, camere a gas e l'intenzionale diffusione al suo interno di malattie infettive come il tifo.
Il comandante Rahm, famoso per la sua crudeltà fu catturato dai soldati russi nella primavera del 1945, durante la liberazione del campo ed impiccato dopo un sommario processo.